# Alfred Enoch
Alfred "Alfie" Enoch, född 2 december 1988 i London, är en brittisk-brasiliansk skådespelare. 
Han är bland annat känd för sin roll som Dean Thomas i filmerna om Harry Potter. Sedan 2014 medverkar han i den amerikanska dramathrillern How to Get Away with Murder.
Enoch är son till den brittiske skådespelaren William Russell.